# Willy Kalinke
Willy Kalinke (* 27. Januar 1904; † 1986) war ein deutscher Kommunist und Widerstandskämpfer gegen das NS-Regime, SED-Landtagsabgeordneter in Thüringen, Abteilungsleiter im Thüringer Innenministerium, Vorsitzender des Landesvorstands der VVN Thüringen, im Zuge des Slansky-Prozesses aus der SED ausgeschlossen und 1956 politisch rehabilitiert.

## Leben und Wirken
Kalinke besuchte die Volksschule in Dresden und absolvierte anschließend eine Lehre zum Schriftsetzer. Seitdem war er Mitglied der Gewerkschaft. Er trat der Sozialistischen Arbeiterjugend (SAJ) bei und 1920 der Sozialdemokratischen Partei Deutschlands (SPD). 1931 trat er zur Sozialistischen Arbeiterpartei (SAP) über und wurde 1932 Mitglied der Kommunistischen Partei Deutschlands (KPD). Im Jahre 1938 wurde er verhaftet und wegen Hochverrat zu zwölf Jahren Zuchthausstrafe verurteilt, die er in Brandenburg-Görden, Westenburg in Ostpreußen und in Waldheim zubrachte.
Nach der Befreiung vom NS-Regime ging er zuerst nach Breslau und wenig später nach Erfurt. Hier wurde er 1946 Mitglied der Sozialistischen Einheitspartei Deutschlands (SED) und mit deren Mandat Landtagsabgeordneter. Im Jahre 1947 wurde er zum Leiter des Amtes für Neubürger beim Thüringischen Innenministerium bestimmt und 1949 zum Abteilungsleiter für Schulung. Seit 1947 gehörte er zum VVN-Vorstand in Thüringen und war von 1947 bis 1949 Erster Vorsitzender des Landesvorstandes; Zweiter Vorsitzer der VVN Thüringen war kurzzeitig der Erfurter Pfarrer Adam Ritzhaupt in den Jahren 1947/48.
Wegen angeblichen Verrats von Genossen an die Gestapo, aber auch im Blick auf seine frühere SAP-Mitgliedschaft und den Slansky-Prozess wurde er 1952 aus der SED ausgeschlossen und verlor sogar den Anspruch auf seine VdN-Rente. Danach arbeitete er in verschiedenen Druckereien. 1956 wurde er von seiner Partei rehabilitiert und nahm ab 1959 wieder Parteifunktionen wahr. Im Jahre 1974 erfolgte seine Wiederanerkennung als Verfolgter des Naziregimes.